# Clara Brown
Clara Brown (1er janvier 1800 - 23 octobre 1885) était une esclave et une philanthrope de Virginie aux États-Unis qui devint un des meneurs de la ruée vers l'or du Colorado, et en particulier la première femme afro-américaine à y participer. 

## Jeunesse
Clara Brown naquit de parents esclaves en 1800, dans l'État de Virginie, aux États-Unis. Très jeune, sa mère et elle furent séparées de son père quand elles furent achetées par un cultivateur de tabac du nom d'Ambrose Smith. Enfant, elle travailla essentiellement dans les champs, jusqu'à ce que la famille passe de la Virginie au Kentucky. À 18 ans, Brown rencontra un autre esclave, du nom de Richard, avec lequel elle se marie. De cette union sont issus quatre enfants : Richard, Margaret, Paulina Ann et Eliza Jane. Paulina Ann mourra en bas âge.
En 1835, leur propriétaire mourut et la famille fut vendue aux enchères, ce qui eut pour effet de les séparer.

## Émancipation
À la cinquantaine, son propriétaire mourut et ses filles donnèrent à Clara Brown sa liberté ainsi que la possibilité de travailler dans une blanchisserie si elle le désirait. Elle resta un court moment et décida ensuite de retrouver sa famille. Elle voyagea vers l'ouest à leur recherche, espérant que certains d'entre eux auraient été emportés dans le sillon de la ruée vers l'or. Elle obtint son passage à l'ouest en s'engageant comme cuisinière pour un groupe de chercheurs d'or. On pense qu'elle fut la première femme afro-américaine à faire le voyage de la ruée vers l'or du Colorado.

## Entrepreneuriat
Une fois arrivée, elle commença ses prospections pour retrouver sa famille aussi bien que pour bénéficier d'opportunités économiques. Allant de ville en ville, elle s'installa finalement à Central City au Colorado et ouvrit une blanchisserie, ce qui lui permit d'investir dans les mines alentour. Simultanément, elle commença à utiliser son temps à aider les gens autour d'elle du mieux qu'elle put, hébergeant des services religieux (Clara Brown était très pieuse, de rite méthodiste) dans sa maison et aidant les gens dans le besoin. Elle aida seize anciens esclaves à trouver du travail à Central City.

## Fin de vie
Après la Guerre Civile, Brown retourna dans le sud afin de retrouver les membres de sa famille. Là, elle apprit que sa fille Margaret était morte, mais elle ne trouva trace de son mari et de son fils. Malgré cela, en 1879, alors âgée de 79 ans, elle alla au Kansas afin d'aider une colonie d'esclaves émancipés à s'installer et à cultiver la terre.
Alors octogénaire et relativement appauvrie, elle parvint à apprendre que sa fille Eliza Jane était vivante et vivait dans l'Iowa. Des retrouvailles furent organisées après cinquante ans de séparation.
Clara Brown mourut en 1885, mais peu avant sa mort, elle fut admise au sein de la Society of Colorado Pioneers (Société des pionniers du Colorado) pour sa participation dans la ruée vers l'or.